# Luis-Joe Lührs
Luis-Joe Lührs (München, 20 januari 2003) is een Duits weg- en baanwielrenner. Hij is de jongere broer van wielrenner Leslie Lührs.

## Carrière
Als eerstejaars junior werd Lührs, achter Marco Brenner, tweede in het nationale kampioenschap op de weg. Later dat jaar werd hij tweemaal tweede in etappes tijdens de GP Rüebliland en werd hij, samen met Moritz Kretschy, Maximilian Eißer en Benjamin Boos, tweede in de ploegenachtervolging tijdens de Europese kampioenschappen baanwielrennen. Een jaar later werd hij tweede in zowel de Grote Prijs van West-Bohemen en de Alpenklassieker voor junioren en won hij een etappe in de Ain Bugey Valromey Tour. Op de baan werd hij, samen met Boos, Ben Felix Jochum en Jasper Schröder wereldkampioen in de ploegenachtervolging.
In 2022 werd Lührs prof bij BORA-hansgrohe. Zijn debuut voor de ploeg maakte hij tijdens de Challenge Mallorca. In augustus van dat jaar won hij, samen met de Duitse nationale ploeg, de ploegentijdrit in de Ronde van de Toekomst.

## Baanwielrennen

### Palmares
| Jaar     | DK       | EK                   | WK                   | Overig   |
| Junioren | Junioren | Junioren             | Junioren             | Junioren |
| -------- | -------- | -------------------- | -------------------- | -------- |
| 2020     |          | Ploegenachtervolging |                      |          |
| 2021     |          |                      | Ploegenachtervolging |          |

## Wegwielrennen

### Overwinningen
2021
4e etappe Ain Bugey Valromey Tour
2022
5e etappe Ronde van de Toekomst (ploegentijdrit)

### Resultaten in voornaamste wedstrijden
|      | \| Jaar \| Gent-Wevelgem \| Ronde van Vlaanderen \| Parijs-Roubaix \| Amstel Gold Race \| \| ---- \| ------------- \| -------------------- \| -------------- \| ---------------- \| \| 2023 \| \| \| \| opgave \| \| 2024 \| opgave \| opgave \| opgave \| \| |                      |                |                  |
| Jaar | Gent-Wevelgem | Ronde van Vlaanderen | Parijs-Roubaix | Amstel Gold Race |
| 2023 | |                      |                | opgave           |
| 2024 | opgave | opgave               | opgave         |                  |

## Ploegen
- 2022 –  BORA-hansgrohe
- 2023 –  BORA-hansgrohe
- 2024 –  BORA-hansgrohe
- 2025 –  Decathlon AG2R La Mondiale Development Team

Aleotti · Archbold · Benedetti · Bennett · Buchmann · Fabbro · Gamper · Großschartner · Haller · Higuita · Hindley · Kämna · Kelderman · Koch · Konrad · Laas · Lührs · Meeus · Mullen · Palzer · Politt · Pöstlberger · Schachmann · Schelling · Uijtdebroeks · van Poppel · Vlasov · Walls · Wandahl · Zwiehoff · Lipowitz (stagiair)
Aleotti · Archbold · Benedetti · Bennett · Buchmann · Denz · Fabbro · Gamper · Haller · Higuita · Hindley · Jungels · Kämna · Koch · Konrad · Koretzky · Lipowitz · Lührs · Meeus · Mullen · Palzer · Politt · Schachmann · Schelling · Uijtdebroeks · van Poppel · Vlasov · Walls · Wandahl · Zwiehoff
Adrià · Aleotti · Benedetti (tot 18/8) · Buchmann · Denz · Gamper · Hajek · Haller · Herzog · Higuita · Hindley · Jungels · Kämna · Koch · Lipowitz · Lührs · Maciejuk · Martínez · Meeus · Mullen · Palzer · Roglič · Schachmann · Sobrero · van Poppel · Vlasov · Wandahl · Welsford · Zwiehoff